# Pollalesta
Pollalesta là một chi thực vật có hoa trong họ Cúc (Asteraceae).

## Loài
Chi Pollalesta gồm các loài: